# Stjepan Pongrácz
Stjepan Pongrácz (Alvinc, oko 1584. – Košice, 7. rujna 1619.), mađarski isusovac, mučenik i svetac.

## Životopis
Stjepan Pongrácz rođen je u Alvincu, a u Družbu Isusovu ušao je 1602. godine, a studirao je u Češkoj i Austriji. Nakon četiri godine zaredio se za svećenika. Nakon izbijanja Tridesetogodišnjeg rata, bio je poslan u Košice s kolegom Melkiorom Grodzieckim. Njihov je plodonosni rad ojačao svijest katolika, ali i izazvao bijes kalvina. Tako su kalvini potakli narod na bunu optuživši lažno katolike, da su 13. srpnja 1619., izazvali požar u gradu. Tada se u Košicama s isusovcima nalazio i sveti Marko Križevčanin. U tim teškim trenucima htjeli su zajedno pomoći katolicima u gradu. No kad je zapovjednik kalvinske vojske Juraj Rákóczi, 3. rujna 1619. sa svojim hajducima ušao u Košice, odmah su zatvorili trojicu katoličkih svećenika. Kroz 3 dana nisu im dali ni jesti ni piti. Okrutno su ih mučili i pogubili.
Kad su mjesni kalvini čuli kako su okrutno mučili tu trojicu katoličkih svećenika, zbunjeni su priznali da nisu zaslužili takav barbarski postupak. Vijest je o mučeništvu kao munja prohujala Ugarskom. Knez Bethlen nije ipak dopustio - iako su mu bile upravljene mnoge molbe - da mučenici budu dostojno i s počastima sahranjeni. Dopustit će to 6 mjeseci kasnije na molbu palatinove žene Kataline Pálffy.
Relikvije sv. Stjepana nalaze se u Trnavi. Kanonizacija trojice košičkih mučenika dogodila se 2. srpnja 1995. u Košicama, u Slovačkoj. Spomendan sv. Melkiora je 7. rujna.